# Trefunktionalitetssystemet
Trefunktionalitetssystemet (fr. Fonctions tripartites indo-européennes) är en teori om hur det proto-urindoeuropeiska samhället sett ut. Teorin grundar sig på Georges Dumézils jämförande mytforskning främst rörande osseterna, Indien, Iran, Rom, kelterna (särskilt Irland) och germanerna (främst Skandinavien).

## Teorins grunddrag
Dumézil menade att det fanns stora likheter i samhällsorganisationen hos de som talade indoeuropeiska språk. Den samhällsorganisation som Dumézil menade sig se bestod av tre delar:
1. Härskarfunktionen
2. Krigarfunktionen
3. Den närande funktionen

Denna uppdelning gick, enligt Dumézil, igen i alla delar av det urindoeuropeiska samhället och visade sig inte minst i hur religionen varit organiserad.
Exempel på denna trefunktionella indelning kan enligt teorin ses bland annat i Indiens kastsystem och den fornnordinska mytologin.

## Kritik mot teorin
Dumézils teori har kritiserats, både före och efter hans död 1986. Några kritiker menar att teorin är lika mytisk till sin karaktär som Dumézils egna forskningsobjekt. Andra menar att teorin snarare pekar på hur Dumézil själv förstod mytologier och samhällen, än på hur dessa samhällen själva uppfattade sig.